# Marion County, Kansas
Marion County är ett administrativt område i delstaten Kansas, USA, med 12 660 invånare. Den administrativa huvudorten (county seat) är Marion.

## Geografi
Enligt United States Census Bureau har countyt en total area på 2 470 km². 2 443 km² av den arean är land och 27 km² är vatten.

### Angränsande countyn
- Dickinson County - norr
- Morris County - nordost
- Chase County - öst
- Butler County - sydost
- Harvey County - sydväst
- McPherson County - väst
- Saline County - nordväst

### Orter
- Burns
- Durham
- Florence
- Goessel
- Hillsboro
- Lehigh
- Lincolnville
- Lost Springs
- Marion (huvudort)
- Peabody
- Ramona
- Tampa